# San Joaquín (Paraguai)
San Joaquim é uma cidade do Paraguai, Departamento Caaguazú. Foi fundada em 1747 pelo padre jesuíta Luis de Bolaños, antes da expulsão em 1767. Possui 17.746 habitantes. Tem como atividade econômica a pecuária, agricultura e exploração de erva mate.

## Transporte
O município de San Joaquim é servido pela seguinte rodovia:
- Caminho em pavimento ligando a cidade de Simón Bolívar ao município de Yhú[1][2][3]